# Melkhoutfontein
Melkhoutfontein (fontaine au bois lacté) est un township d'Afrique du Sud situé dans la province du Cap-Occidental.

## Localisation
Melkhoutfontein est situé à environ 7 km au nord de Stilbaai.

## Démographie
Selon le recensement de 2011, Melkhoutfontein compte 2 533 habitants (96,09 % de coloureds, 2,68 % de noirs et 0,79 % de blancs).
L'afrikaans est la principale langue maternelle de la population locale (94,63 %).

## Historique
Melkhoutfontein est créé en 1850 à partir d'une ferme communale. La congrégation de St. Augustine y est établie en 1876. Durant la période d'apartheid, le hameau devient une zone résidentielle affectée à la seule population coloured. Les habitants vivent principalement de la pêche et du tourisme.